# 隔音屏障

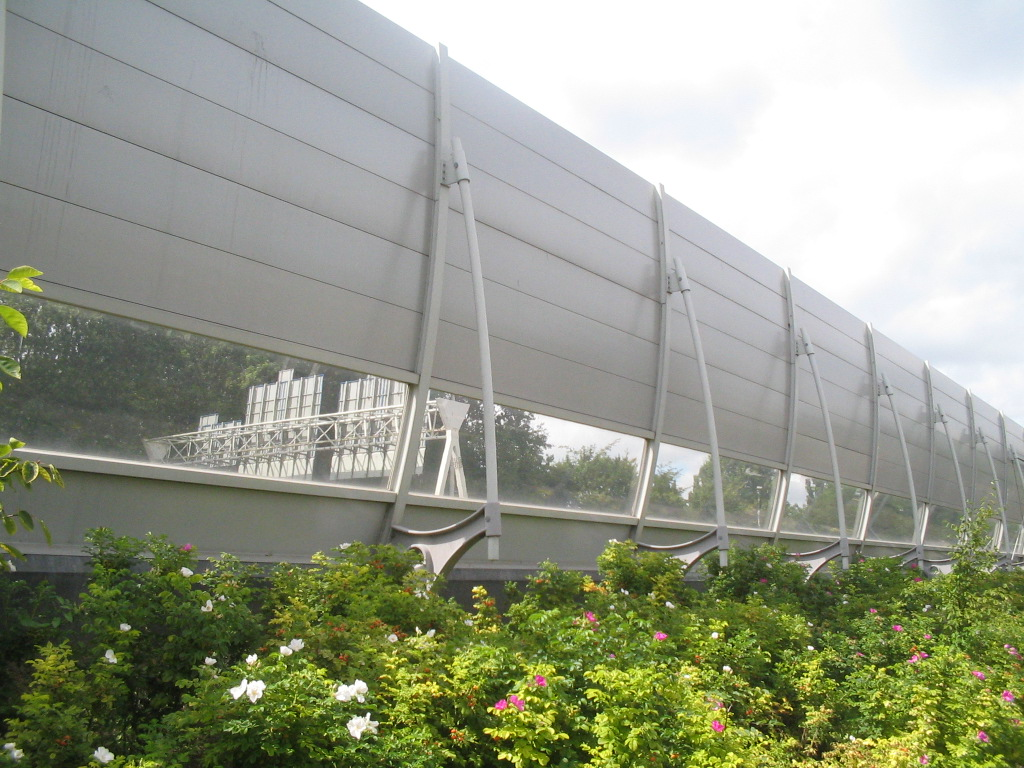
荷蘭的隔音屏障

隔音屏障，是紓緩噪音的方法，也是緩和道路，鐵路和工業噪音源等噪音的最有效的方法。大部分用於道路方面，而在建築中的地盤外亦會圍上隔音屏障，減少噪音對行人或附近居民的滋擾。

## 歷史
在20世紀中期，當時車輛正急速增加，而隔音屏障也被發明。在1960年，聲學技術發現，以數字來測量功效隔音屏障。英國1970年，當噪音條例通過後，隔音屏障便廣泛地使用。到了1990年，丹麥及其他歐洲城市設計隔音屏障時，開始使用透光物料。

## 例子

### 香港

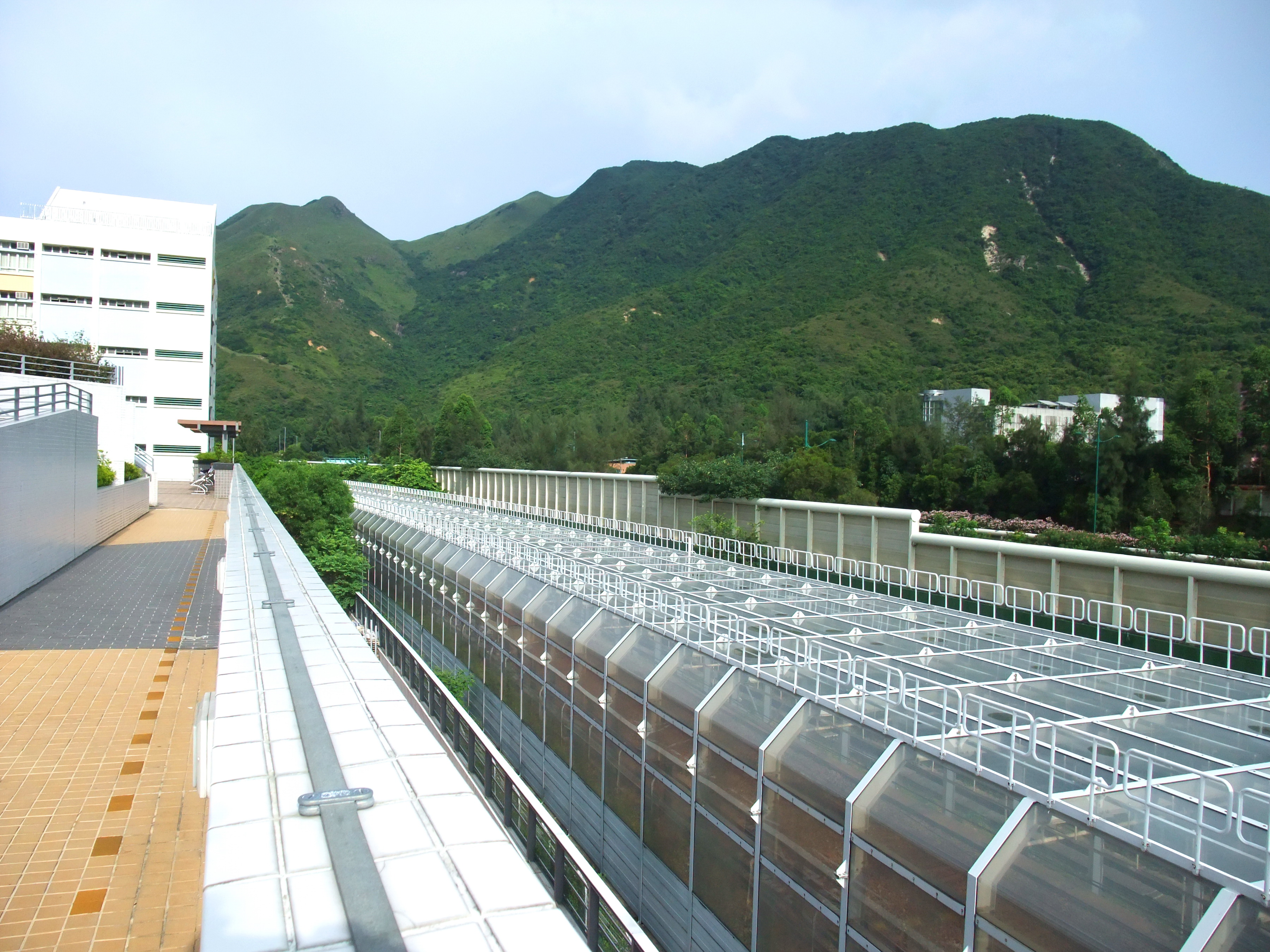
位於東涌市政大樓（左）、靈糧堂秀德小學（左後方）及靈糧堂怡文中學南面的港鐵路軌，上面設有全覆蓋式的隔音屏。

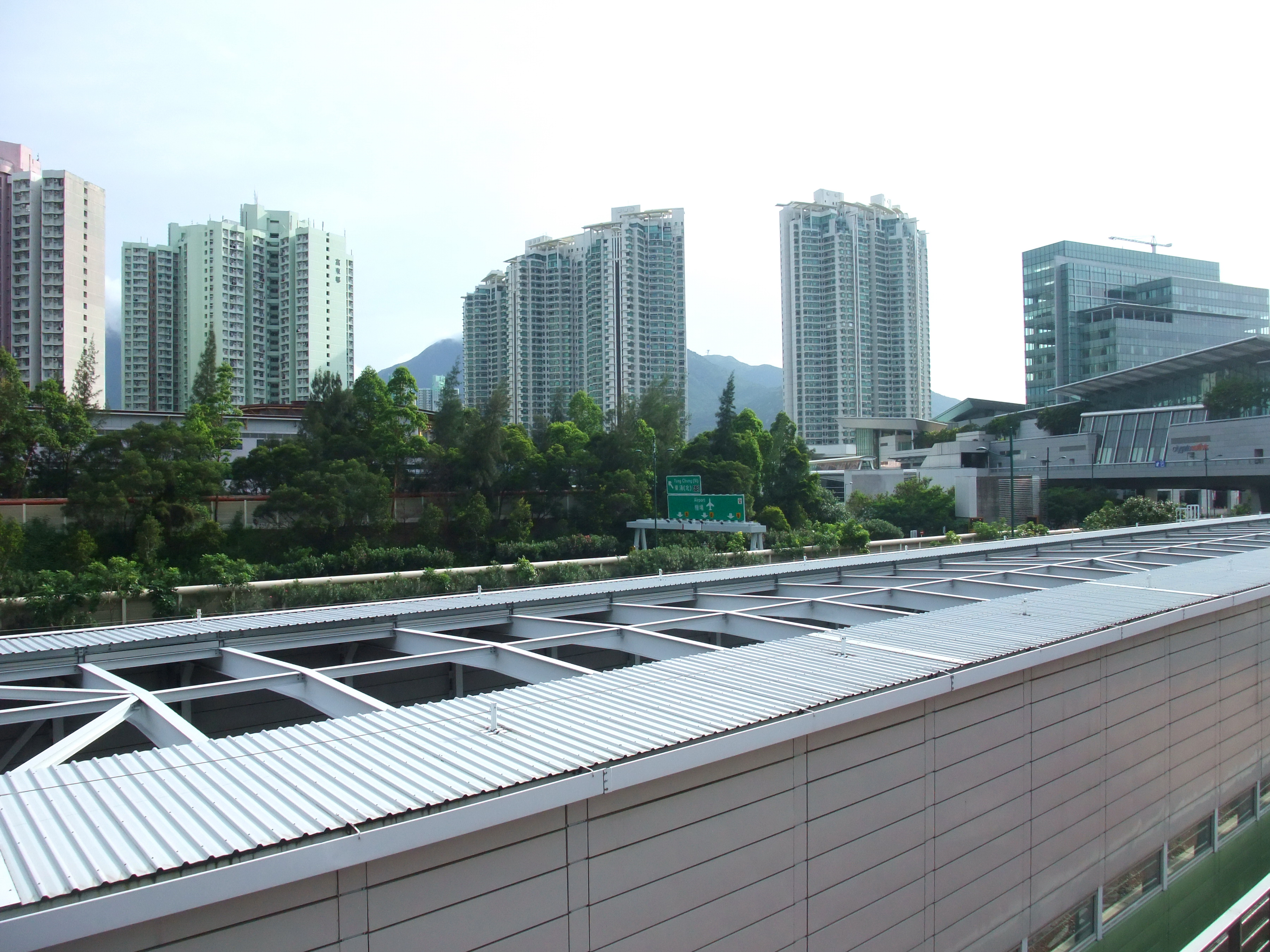
位於東涌市政大樓（右後方）南面的港鐵路軌，兩旁設有隔音屏。

環境保護署負責測量噪音的分貝，而路政署、房屋署、地產商、房協及港鐵公司負責建造隔音屏障及隔音罩。
凡居民受新建道路的過量交通噪音影響，在可行的範圍內，會以補救措施，如興建屏障來處理。
根據香港的噪音管制條例，規定早上7時至晚上11時的16小時內，市區居民承受的噪音不可以超過70分貝。 
香港政府在2000年11月實施政策，透過加設隔音屏障及隔音罩和使用低噪音物料重鋪路面，緩減現有道路對鄰近居民造成的噪音影響。當局已經預留11億元，為18個現有路段進行加建工程。計劃全面落實後，隔音屏障／隔音罩每年的經常維修費用約為1,580萬元，約有26,000個住宅單位會從中受惠。

## 外部連結
- 環境保護署 （页面存档备份，存于）
- 香港隔音屏障 / 隔音罩國際公開概念設計比賽